# Calcitoryctes magnificus
Calcitoryctes magnificus är en skalbaggsart som beskrevs av Frank-Thorsten Krell 2011. Calcitoryctes magnificus ingår i släktet Calcitoryctes och familjen Dynastidae. Inga underarter finns listade.